# Сан-Педро (Чилі)
Сан-Педро (ісп. San Pedro) — селище в Чилі. Адміністративний центр однойменної комуни. Населення селища - 441 людина (2002). Селище і комуна входить до складу провінції Меліпілья та Столичного регіону.
Територія — 788 км². Чисельність населення - 9726 мешканців (2017). Щільність населення - 12,3 чол./км².

## Розташування
Селище розташоване за 91 км на південний захід від столиці Чилі міста Сантьяго.
Комуна межує:
- на півночі - з комуною Сан-Антоніо
- на північному сході - з комуною Меліпілья
- на південному сході - з комуною Алуе
- на півдні - з комуною Лас-Кабрас
- на південному заході — з комунами Літуече, Навідад
- на північному заході — з комуною Санто-Домінго